# 沈降説

サンゴ礁形成と裾礁-堡礁-環礁の移行を示すアニメーション

沈降説（ちんこうせつ）とは、サンゴ礁の形成と発達を、島の沈降によって説明する説である。沈降の進行に伴い、裾礁、堡礁、環礁と変化する。

## サンゴ礁の性質
サンゴ礁とは、造礁サンゴと呼ばれる動物の作る、石灰質の骨格が積み重なって生じる、海岸の地形である。大陸や島の海岸沿いに発達することが多いが、サンゴ礁だけでできた島も存在する。
造礁サンゴには、次のような性質がある。
- 寒さに弱く、高い塩分濃度ときれいな海水を必要とする。

そのため、サンゴ礁は熱帯 - 亜熱帯の外洋に面したところで発達する。また、同じサンゴ礁でも、陸側より外洋側に成長する。
- 褐虫藻という藻類を体内に共生させており、藻類の光合成によって生活している。

そのため、太陽光が当たらないと成長できない。水深 30 mより浅いところでだけ成長するといわれる。

## サンゴ礁の形成過程
サンゴ礁の形は通常、海岸沿いに形成される裾礁（きょしょう）、中央島の海岸からラグーンの先に並走する堡礁（ほしょう）、中央に島がなく、サンゴ礁のみが環状になる環礁（かんしょう）の3つに分類される。
この中で、環礁は土台になる島が存在しないので、どのように作られるかが分かりにくい。環礁が存在する大洋では、海底の深度が 5,000 メートル程度あることも珍しくない。
これら三つのサンゴ礁の型を、一つの発展のそれぞれの段階であるとみなして、統一的に説明したのが「沈降説」であり、「進化論」で有名なチャールズ・ダーウィンが1842年に発表したものである。彼によると、これらのサンゴ礁は、まず島の回りに発達を始め、その中央島が沈降して行くことで、次第にその姿を変えるとする。
サンゴ礁はまず裾礁として形成が開始される。島があると、その海岸に造礁サンゴが定着し、発達が始まる。海岸周辺にサンゴ礁が発達すれば、裾礁が成立する。
その後に、島がゆっくりと沈降して行くとすれば、サンゴ礁は次第に上方に成長する。基盤となる島の地盤が沈降しても、礁の上面は常に海水面の位置にあり続ける。そうすれば、島が沈降するにつれ、島本体の海岸線は縮小し、周囲のサンゴ礁はそのままの位置・形を保つので、次第にサンゴ礁は島本体の海岸線を離れ、ある程度の距離を置いて島を取り巻くことになる。つまり堡礁になるわけである。
さらに島が沈降し、ついに海面から没してしまえば、海面には元の島の海岸線をかたどったサンゴ礁の環がのこる。つまり環礁ができる。

## 仮説の証明
サンゴ礁の形成の過程に関する仮説としては、アメリカの地質学者、デイリーが1910年に発表した「氷河制約説」があるが、この両者は必ずしも対立するものではない。
ダーウィンの沈降説が正しければ、環礁のサンゴ層はサンゴの生育可能水深である 30 mをこえて堆積しているはずで、さらにその下には基盤となっている島の岩石層が出てくるはずである。それを確認するためにサンゴ礁においてボーリング調査が行われた。
- ダーウィンの提案によってロンドン王立学会がフィジー島で行ったボーリング調査では、400 m掘り進んで、そこまでサンゴの層が続いていることを確認したが、岩の層を見つけることはできなかった。
- サンゴ層の下に岩の層を見つけることができたのは、1952年、核兵器実験に際してビキニ島とエニウェトク島で行われたボーリング調査で、この時、1,400 mの深さから玄武岩層を取りだすことに成功した。また、この時発掘されたサンゴ化石や有孔虫化石から、サンゴ礁層の深部が 5 千万年くらい前のものとわかった。

これによって、ダーウィンの説が正しかったことが確認され、しかも沈降が 1,000 mを越える大規模なものであることが判明した。

## プレート運動とのかかわり
ダーウィンがこの説を発表した時代には、この説がサンゴ礁の構造をうまく説明できることは認められた。しかし、この説が正しいとすれば、海洋にある島の多くが沈み続けていることになるので、そのような現象がはたして起こるものかどうかという点に説得力がないとして、反論も多かった。
現在では、これらの現象は、プレートテクトニクスの考えのもとで理解されている。すなわち、大洋底の地殻は海洋プレートにふくまれ、中央海嶺などでマントルから作られ、水平に移動して海溝の部分で大陸プレートの下へもぐりこんで行くとされる。
このような海洋プレート上に島ができるのは、海底火山が海上に顔を出した場合である。火山が発生する場所はホットスポットなど、ある決まった場所になっている。その地点上で火山が発生し、海上にまで成長することで島ができる。しかし海洋プレートは水平移動するので、火山は次第にホットスポットから離れ、次第に火山活動は収束する。海洋プレート上の島は次第に海溝方向へと移動し、海中に沈んで行き、最後は海溝に没するのである。
そこで、これと沈降説を重ね合わせると、次のような経過が想像される。まず、火山島が海上に顔を出すと、そこが熱帯であると、その周辺にサンゴ礁が発達を始める。それによって裾礁ができる。火山島は次第に水平移動するにつれ、海底は深くなって行くので島が沈降する。それによってサンゴ礁は上への成長を始め、堡礁から環礁へと進んで行くわけである。さらに、最終的にはサンゴ礁は海溝に落ち込んでしまう。これが石灰岩の巨大な岩塊として地層に取り込まれる場合もある。
太平洋の場合、太平洋プレートは西方向に移動して日本海溝やマリアナ海溝に没する。ホットスポットはハワイ諸島などにあって、この辺りで島ができて、西へ向かって移動しながら沈んで行くものと考えられる。したがって、環礁は太平洋でもやや西よりの海域に分布する。また、日本の北大東島と南大東島は、いずれも海岸線付近は絶壁であり、島の中央部は凹地となっている。これは、隆起した環礁であると考えられている。他の部分で沈降する現象とは、一見矛盾するようであるが、海溝へ飲まれて行く直前に、一時的に隆起したものと考えられている。なお大東諸島のサンゴ礁は、海洋プレート上に存在するためダーウィンの沈降説が適用可能であり、その点で他の琉球列島とは異なる。